# Émile Paraf
Émile Paraf (Mulhouse, 9 juillet 1846 - Paris, 25 juillet 1924) est un ingénieur et industriel français, ingénieur conseil de la Compagnie des forges de Châtillon-Commentry et Neuves-Maisons, directeur général de la Société des mines et fonderies de Pontgibaud et de l'usine des Couëron, administrateur de la Société nouvelle des téléphones, de la Société métallurgique de Knutange, de la Société nouvelle des Terres-Rouges, de la Société Minerais et Métaux, de la Compagnie française du Levant, de la Compagnie industrielle d'assurances maritimes, de la Société de Manganèse.

## Biographie
Né à Mulhouse, dans une famille de la bourgeoisie intellectuelle juive, marié à Inès Sourdis, fille du banquier Mardochée Sourdis (maire du Port-Marly et propriétaire du château du Val-André) et belle-sœur de Gustave Simon, il est le père de Jacques Paraf et de Pierre Paraf, ainsi que le grand-père du Pr Jean Bernard, fils d'Andrée-Marguerite Paraf (1885-1920).